# Anoploderomorpha diplosa
Anoploderomorpha diplosa là một loài bọ cánh cứng trong họ Cerambycidae.